# Małyszewo
Małyszewo – dawny zaścianek. Tereny, na których był położony, leżą obecnie na Białorusi, w obwodzie grodzieńskim, w rejonie smorgońskim, w sielsowiecie Zalesie.

## Historia
W czasach zaborów folwark w gminie Smorgonie, w powiecie oszmiańskim, w guberni wileńskiej Imperium Rosyjskiego. W 1905 roku liczył 16 mieszkańców, 10 dziesięcin, własność Maculewicza.
W latach 1921–1945 zaścianek leżał w Polsce, w województwie wileńskim, w powiecie oszmiańskim, w gminie Smorgonie.
W 1931 w 2 domach zamieszkiwało 13 osób.
Wierni należeli do parafii rzymskokatolickiej i prawosławnej w Smorgoniach. Miejscowość podlegała pod Sąd Grodzki w Smorgoniach i Okręgowy w Wilnie; właściwy urząd pocztowy mieścił się w Smorgoniach.